# Matteo Brandani
Matteo Brandani detto Brandino (Taverne d'Arbia, 18 gennaio 1784 – Siena, 17 aprile 1840) è stato un fantino italiano.

## Carriera
Corse il Palio di Siena per 48 volte nell'arco di 30 anni, vincendo in 3 occasioni. Fu il primo di una lunga dinastia di fantini: in nove infatti corsero il Palio nell'arco di due generazioni. I suoi fratelli erano Luigi detto Cicciolesso, Giuseppe detto Ghiozzo e Angiolo detto Brandino II. Anche i suoi figli corsero a Siena (Carlo detto Brutto vinse nel 1831, Bernardo detto Giacco e Pietro detto Prete), così come i suoi nipoti figli di Cicciolesso (Giovanni detto Pipistrello e Agostino detto Brandino Minore).
Brandino corse per tutte le contrade tranne una: l'Aquila. Vinse per la prima volta il 17 agosto 1806 per l'Istrice; bissò il successo il 2 luglio 1820 nella Lupa e due anni più tardi vinse nella Chiocciola.

## Presenze al Palio di Siena
Le vittorie sono evidenziate ed indicate in neretto.
| Palio             | Contrada     | Cavallo                  | Note   |
| ----------------- | ------------ | ------------------------ | ------ |
| 16 agosto 1805    | Istrice      | Baio di D. Pasquini      |        |
| 3 luglio 1806     | Leocorno     | Morello di D. Tommi      |        |
| 17 agosto 1806    | Istrice      | Morello di D. Tommi      |        |
| 3 luglio 1807     | Lupa         | Morello di A. Morichelli |        |
| 16 agosto 1807    | Torre        | Morello di A. Morichelli |        |
| 2 luglio 1808     | Oca          | ?                        |        |
| 16 agosto 1808    | Civetta      | Baio di G. Manetti       |        |
| 14 maggio 1809    | Onda         | Baio di G. Parronchi     |        |
| 2 luglio 1809     | Lupa         | Morello di G. Manetti    |        |
| 16 agosto 1809    | Leocorno     | Morello di B. Cortecci   |        |
| 2 luglio 1810     | Drago        | Baio di A. Livi          |        |
| 16 agosto 1810    | Pantera      | Baio di A. Livi          |        |
| 2 luglio 1811     | Lupa         | Baio di G. Manetti       |        |
| 16 agosto 1811    | Onda         | Morello di A. Bianchi    |        |
| 2 luglio 1812     | Chiocciola   | Baio di G. Bani          |        |
| 16 agosto 1812    | Oca          | Baio di P. Bruttini      |        |
| 2 luglio 1813     | Bruco        | Baio di A. Felli         |        |
| 16 agosto 1813    | Drago        | Baio del Secco           |        |
| 2 luglio 1814     | Selva        | Baio di A. Fabbri        | scosso |
| 17 agosto 1814    | Bruco        | Morello di B. Fontani    |        |
| 2 luglio 1815     | Lupa         | Baio di G. Parronchi     |        |
| 16 agosto 1815    | Lupa         | Baio di S. Pagliai       |        |
| 2 luglio 1816     | Tartuca      | Baio di A. Bonelli       |        |
| 16 agosto 1816    | Chiocciola   | Morello di G. Batazzi    |        |
| 2 luglio 1817     | Valdimontone | Sauro di F. Bartalini    |        |
| 17 agosto 1817    | Pantera      | Morello di C. Falconi    |        |
| 2 luglio 1818     | Pantera      | Grigio di D. Meini       |        |
| 30 marzo 1819     | Giraffa      | Baio di C. Falconi       |        |
| 17 agosto 1819    | Civetta      | Morello di G. Parronchi  |        |
| 2 luglio 1820     | Lupa         | Baio di G. Soldatini     |        |
| 16 agosto 1820    | Nicchio      | Morello di C. Falconi    |        |
| 2 luglio 1821     | Selva        | Morello di F. Manetti    |        |
| 16 agosto 1821    | Tartuca      | Grigio di L. Brandani    |        |
| 2 luglio 1822     | Chiocciola   | Morello di D. Meini      |        |
| 16 agosto 1822    | Valdimontone | Morello di G. Barbetti   |        |
| 2 luglio 1823     | Selva        | Morello di G. Barbetti   |        |
| 17 agosto 1823    | Tartuca      | Morello di F. Gigli      |        |
| 27 settembre 1824 | Drago        | Baio di G. Batazzi       | scosso |
| 3 luglio 1825     | Oca          | Baio di G. Batazzi       |        |
| 16 agosto 1825    | Leocorno     | Baio di G. Batazzi       |        |
| 2 luglio 1826     | Onda         | Morello di G. Ghezzi     |        |
| 16 agosto 1826    | Istrice      | Baio di E. Barbetti      |        |
| 17 agosto 1828    | Nicchio      | Baio di G. Bruni         |        |
| 2 luglio 1829     | Lupa         | Grigio di S. Giorgi      |        |
| 16 agosto 1829    | Chiocciola   | Morello di G. Batazzi    |        |
| 2 luglio 1830     | Lupa         | Morello di L. Faleri     |        |
| 16 agosto 1830    | Selva        | Baio di G. Ceccarelli    |        |
| 17 agosto 1835    | Chiocciola   | Baio di S. Rossi         |        |